# Ksawery Wołowski
Ksawery Wołowski (zm. w maju 1863 roku w Częstochowie) – powstaniec styczniowy.
Za udział w manifestacjach patriotycznych w 1861 roku więziony przez rok w Modlinie. Po wybuchu powstania styczniowego w 1863 roku zaciągnął się do oddziału powstańczego, ranny w jednej z potyczek, wzięty przez Rosjan do niewoli, pozostawiony bez pomocy lekarskiej umarł z ran w więzieniu w Częstochowie.